# ستيفاني جونز
ستيفاني جونز (بالإنجليزية: Stephanie Tubbs Jones)‏ (و. 1949 – 2008 م) هي سياسية، ومحامية، وقاضية أمريكية، ولدت في كليفلاند، أوهايو، كانت عضوةً في الحزب الديمقراطي، توفيت في إيست كليفلاند، عن عمر يناهز 59 عاماً، بسبب اضطراب عصبي.

## مناصب
تولت منصب عضو مجلس النواب الأمريكي (4 يناير 2007–20 أغسطس 2008)
- عضو مجلس النواب الأمريكي (4 يناير 2005–3 يناير 2007)[7]
- عضو مجلس النواب الأمريكي (7 يناير 2003–3 يناير 2005)[7]
- عضو مجلس النواب الأمريكي (3 يناير 2001–3 يناير 2003)[7]
- عضو مجلس النواب الأمريكي (6 يناير 1999–3 يناير 2001)[7]
- مدع (1991–1998)[7]
- قاضي (1983–1991)[7]
- قاضي (حتى 1981)[7]
- عضو مجلس النواب الأمريكي

.

## التعليم
تعلمت في جامعة كيس وسترن ريسرف، وتحصلت منها على بكالوريوس في الفنون، ودكتوراه في القانون (حتى 1974)، وتعلمت في Collinwood High School (Cleveland) ‏
.